# 弦楽四重奏曲第9番 (シューベルト)
弦楽四重奏曲第9番 ト短調 D 173 は、フランツ・シューベルトが1815年に作曲した弦楽四重奏曲。

## 概要
本作は1815年の3月から4月にかけて作曲されたものであり、シューベルトは『交響曲第2番 変ロ長調』（D 125）を3月4日に書き上げ、その後に本作の作曲を始めた。本作を完成した翌月には『交響曲第3番 ニ長調』（D 200）に取り掛かっている。また、同年のうちに以上の3曲の他、歌曲『魔王』（作品1, D 328）『竪琴弾き』（D 325）『ミニョン』（D 321）や、3作の劇付随音楽、2曲のミサ曲などを作曲している。

## 曲の構成
全4楽章、演奏時間は約24分。本作には同じト短調でも、例えばモーツァルトのト短調作品に見られるような悲痛な性格は薄い。
- 第1楽章 アレグロ・コン・ブリオ
ト短調、2分の2拍子（アラ・ブレーヴェ）。
- 第2楽章 アンダンティーノ
変ロ長調、4分の2拍子。
- 第3楽章 メヌエット：アレグロ・ヴィヴァーチェ - トリオ
ト短調 - 変ロ長調、4分の3拍子、複合三部形式。
- 第4楽章 アレグロ
ト短調、4分の2拍子。